# Dolní Slivno
Obec Dolní Slivno se nachází v okrese Mladá Boleslav, kraj Středočeský. Rozkládá se asi osmnáct kilometrů jihozápadně od Mladé Boleslavi. Žije zde 384 obyvatel.

## Historie
První písemná zmínka o obci pochází z roku 1223.

## Obecní správa

### Územněsprávní začlenění
Dějiny územněsprávního začleňování zahrnují období od roku 1850 do současnosti. V chronologickém přehledu je uvedena územně administrativní příslušnost obce v roce, kdy ke změně došlo:
- 1850 země česká, kraj Jičín, politický okres Nymburk, soudní okres Nové Benátky[4]
- 1855 země česká, kraj Mladá Boleslav, soudní okres Nové Benátky[4]
- 1868 země česká, politický okres Mladá Boleslav, soudní okres Nové Benátky[4]
- 1937 země česká, politický okres Mladá Boleslav expozitura Nové Benátky, soudní okres Nové Benátky[5]
- 1939 země česká, Oberlandrat Jičín, politický okres Mladá Boleslav expozitura Nové Benátky, soudní okres Nové Benátky[6]
- 1942 země česká, Oberlandrat Praha, politický okres Brandýs nad Labem, soudní okres Nové Benátky[7]
- 1945 země česká, správní okres Mladá Boleslav, expozitura a soudní okres Benátky nad Jizerou[8]
- 1949 Pražský kraj, okres Mladá Boleslav[9]
- 1960 Středočeský kraj, okres Mladá Boleslav[10]

### Části obce
- Dolní Slivno
- Slivínko

Od 1. ledna 1980 do 23. listopadu 1990 k obci patřil i Mečeříž.

## Společnost
Ve vsi Dolní Slivno s 678 obyvateli v roce 1932 byly evidovány tyto úřady, živnosti a obchody: poštovní úřad, telegrafní úřad, telefonní úřad, katolický kostel, lékař, biograf Sokol, výroba cementového zboží, 2 cihelny, 2 holiči, 4 hostince, kolář, 2 kováři, krejčí, obchod s obilím, obchod s obuví Baťa, 4 obuvníci, pohřební ústav, 12 rolníků, 3 řezníci, sedlář, 4 obchody se smíšeným zbožím, spořitelní a záložní spolek, švadlena, trafika, 2 truhláři, velkostatek, zahradnictví, zámečník.

## Pamětihodnosti
- Kostel sv. Františka Serafinského na návsi

## Doprava
Silniční doprava
Obcí prochází silnice III. třídy.
Železniční doprava
Železniční stanice na území obce není. Katastrální území obce protíná Trať 070 Praha - Turnov.
Nejblíže obci je železniční stanice Kropáčova Vrutice ve vzdálenosti 3 km ležící na trati 070 v úseku z Neratovic do Mladé Boleslavi.
Autobusová doprava
V obci zastavovaly v květnu 2011 autobusové linky do těchto cílů: Benátky nad Jizerou, Bezno, Kropáčova Vrutice, Mladá Boleslav, Mečeříž, Praha (dopravce TRANSCENTRUM bus, s.r.o.) 